# 札場操
札場 操（ふだば みさお、1956年2月23日 - ）は、日本の実業家。ダイセル代表取締役社長を経て、同社取締役会長。元日本化学工業協会副会長。

## 人物・経歴
大阪府出身。1979年大阪市立大学商学部卒業、ダイセル化学工業（のちのダイセル）入社。総合企画室主席部員を経て、2006年執行役員事業支援センター副センター長に昇格。2008年執行役員原料センター長。2010年から代表取締役社長を務め、医療分野の強化などを進めた。2012年日本化学工業協会副会長。2019年ダイセル取締役会長に退いた。